# Liste der Naturdenkmale in Wört
| Naturdenkmale | Anzahl |
| ------------- | ------ |
| FND           | 6      |
| END           | 5      |
| Gesamt        | 11     |

Die Liste der Naturdenkmale in Wört nennt die verordneten Naturdenkmale (ND) der im baden-württembergischen Ostalbkreis liegenden Gemeinde Wört. In Wört gibt es insgesamt elf als Naturdenkmal geschützte Objekte, davon sechs flächenhafte Naturdenkmale (FND) und fünf Einzelgebilde-Naturdenkmale (END).
Stand: 1. November 2016.

## Flächenhafte Naturdenkmale (FND)
| Name                                       | Bild | Kennung     | Einzelheiten | Position | Fläche Hektar | Datum |
| ------------------------------------------ | ---- | ----------- | ------------ | -------- | ------------- | ----- |
| Konradsbronner Bach                        |      | 81360840004 | Wört         | ???      | 2,3           |       |
| Park der Kirche in Bösenlustnau            | BW   | 81360840010 | Wört         | ⊙        | 0,3           |       |
| Quelle mit Gehölz                          |      | 81360840006 | Wört         | ???      | 0,1           |       |
| Schilfbestand u. Streuwiesen am Wörter See | BW   | 81360840009 | Wört         | ⊙        | 2,8           |       |
| Spitalhofbachtal beim Spitalhofweiher      | BW   | 81360840008 | Wört         | ⊙        | 0,6           |       |
| Spitalhofbachtal unterhalb Hirschhof       | BW   | 81360840007 | Wört         | ⊙        | 4,0           |       |
| Legende für Naturdenkmal                   |      |             |              |          |               |       |

## Einzelgebilde (END)
| Name                              | Bild | Kennung     | Einzelheiten | Position | Fläche Hektar | Datum |
| --------------------------------- | ---- | ----------- | ------------ | -------- | ------------- | ----- |
| Baumgruppe beim Hirschhof         | BW   | 81360840011 | Wört         | ⊙        | 0,0           |       |
| 1 Eiche am Königsroter Wald       | BW   | 81360840001 | Wört         | ⊙        | 0,0           |       |
| 1 Eiche am Oberen Pfarrweiher     | BW   | 81360840003 | Wört         | ⊙        | 0,0           |       |
| 1 Eiche bei der Gaugenmühle       | BW   | 81360840005 | Wört         | ⊙        | 0,0           |       |
| 1 Eiche bei der Königsroter Mühle | BW   | 81360840002 | Wört         | ⊙        | 0,0           |       |
| Legende für Naturdenkmal          |      |             |              |          |               |       |